# Viotá
Viotá – miasto w Kolumbii, w departamencie Cundinamarca.